# John C. Reilly
John Christopher Reilly (Chicago, Illinois, 24. svibnja 1965.) je američki glumac koji je dva puta bio nominiran za Oscara i Zlatni globus.
Otac mu je Irac, a majka Litavka. Otac mu je bio vlasnik tvrtke za nabavu posteljine. Odgojen je kao katolik, pa je i maturirao iz katoličke škole.
Da bi prestao s nepodopštinama, zainteresirao se za kazalište, a kasnije je studirao dramu na Sveučilištu DePaul. Glumi od 1989. godine i do sada je ostvario oko 50 uloga.
Debitirao je u filmu "Žrtve rata" (redatelja Briana De Palme). Iako je njegova uloga bila mala, De Palmi se njegova izvedba toliko svidjela da je proširio ulogu. Tamo je John i upoznao buduću suprugu. U braku je od 1992., ali nema djece.
Također je i talentirani pjevač. Dobar prijatelj mu je redatelj Paul Thomas Anderson, a nastupio je u tri od njegovih pet filmova.

## Izabrana filmografija
- Kralj pornića
- Bande New Yorka
- Sati
- Chicago
- Avijatičar